# Governació d'Ar-Raqqà
La governació o muhàfadha d'ar-Raqqa (àrab: محافظة الرقة, muḥāfaẓat ar-Raqqa) és una de les catorze províncies o muhàfadhes que conformen la República Àrab Siriana. Està situada en el centre-nord del país. Limita amb les províncies d'Homs, Al Hasakah, Dayr az-Zawr, Alep, Hama, i amb la República de Turquia. La capital n'és la ciutat d'ar-Raqqa.
Té una superfície de 19.616 quilòmetres quadrats i una població de 854.000 persones (estimacions de 2007). La densitat poblacional d'aquesta província siriana és de 43,53 hab./km².